# Brug 47
Brug 47 is een welfbrug in Amsterdam-Centrum.
De brug verbindt de Huidenstraat met de Runstraat en voert daarbij over de Keizersgracht in het gebied van de Negen Straatjes in de Amsterdamse grachtengordel. De brug, vanwege haar jonge leeftijd zelf geen monumenten, wordt omringd door rijksmonumenten, behalve aan de zuidoostkant, daar staat (relatieve) nieuwbouw uit het begin van de 20e eeuw.
Er ligt hier al eeuwen een brug. Joan Blaeu tekende de brug in op zijn kaart uit 1649, maar ook Pieter Bast en Balthasar Florisz. van Berckenrode hadden de brug al ingetekend op hun kaarten van respectievelijk 1599 en 1625. Ze werd ingetekend als een brug met vijf doorvaarten over de Keysers Graft tussen de Huyde Straet en Run Straet. Reinier Vinkeles schilderde de brug in circa 1762, in een avondgezicht toen op Keizersgracht 384 nog de schouwburg gevestigd was, deze brandde op 11 mei 1772 af. De moderne geschiedenis van de brug begint in 1889. Dan wordt er een verzoek gedaan om de brug te verlagen, ze zou te steil zijn voor het toenmalige verkeer, denk daarbij aan paard en wagen. In 1892 werd gemeld dat de ijzeren liggers van de brug gesteld zijn, zodat zij spoedig open kon voor verkeer. In 1913 werd geopperd om een tram te laten lopen over deze brug, waarbij op de brug een passeerhalte zou worden gelegd; het plan ging niet door.
Die brug hield het vol totdat 1981 de gemeente begon aan vervanging van de brug en een brug liet neerleggen, die meer paste bij het historische centrum van de stad. Er werd weer een boogbrug neergelegd. Daartoe moesten wel de houten fundamenten vervangen worden door betonnen palen en kwam er een gewapend betonnen overspanning. De brug beschikt dan over drie doorvaartopeningen, de breedste is 6.70 meter breed en heeft een hoogte van 2,27 meter.

## Zie ook

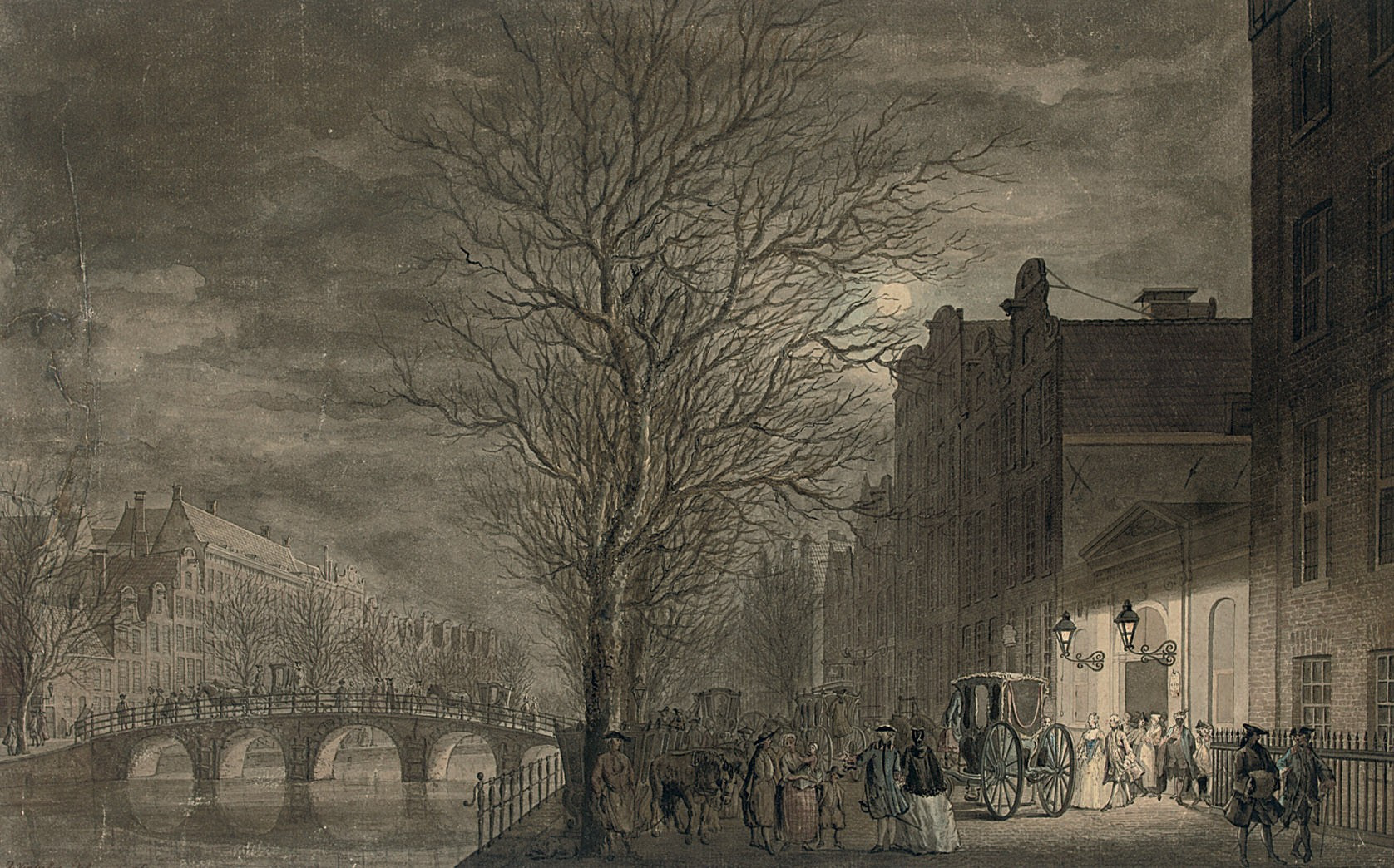
De brug door Reinier Vinkeles